# 巴拉圭駐華大使館
巴拉圭駐華大使館是巴拉圭在中华民国的首都台北市所设的大使館，位於臺北市士林區天母西路62巷9號7樓。1957年7月12日两国正式建交之后，1976年大使馆正式开设。